# Bertrandova domneva
Bertrandova domneva ali Bertrandov postulat iz teorije števil, ki jo je leta 1845 postavil Joseph Louis François Bertrand (1822–1900), pravi da za vsako pozitivno celo število n > 3, vedno obstaja vsaj eno takšno praštevilo p med n in 2n-2. Domneva v enakovredni šibkejši, vendar ličnejši obliki pravi, da za vsak n > 1, obstaja vsaj eno takšno praštevilo p, za katerega velja n < p < 2n. 
Domnevo je v celoti dokazal leta 1850 Pafnuti Lvovič Čebišov (1821–1894). Zato se postulat imenuje tudi izrek Bertrand-Čebišova, oziroma izrek Čebišova. Čebišov je v svojem dokazu uporabil neenakost Čebišova. Bertrand je sam preveril svojo domnevo za vsa števila v intervalu [2, 3 ×106].
Srinivasa Ajangar Ramanudžan (1887–1920) je leta 1919 dal enostavnejši dokaz , iz katerega izhajajo Ramanudžanova praštevila. Ramanudžan ni poznal predhodnega dela Čebišova. Paul Erdős (1913–1996) je leta 1932 objavil podoben zelo enostaven dokaz, kjer je uporabil funkcijo θ(x), določeno kot:
{\displaystyle \theta (x)\equiv \sum _{p=2}^{x}\ln p\,\!,}
kjer p ≤ x teče po vseh praštevilih, in binomske koeficiente.

## Sylvestrov izrek
Bertrandov postulat so predlagali za uporabo pri permutacijskih grupah. James Joseph Sylvester (1814–1897) ga je posplošil v naslednjo obliko: produkt k zaporednih celih števil, večjih od k, je deljiv s praštevilom, večjim od k.

## Erdősevi izreki
Erdős je dokazal, da za vsako celo štvilo k obstaja takšno naravno število N, da je za vse n > N vsaj k praštevil med n in 2n.
Dokazal je tudi, da zmeraj obstajata vsaj dve praštevili p, da velja n < p < 2n za vse n > 6. Še več, eno izmed njiju je kongruentno 1 po modulu 4, drugo pa je kongruentno -1 po modulu 4.
Praštevilski izrek nakazuje, da je za velike n število praštevil med n in 2n približno n/ln n. Tako v splošnem obstaja veliko več praštevil v tem intervalu, kot jih določa Bertrandov postulat. Ti izreki so v primerjavi šibkejši od praštevilskega izreka. Da bi se uporabil praštevilski izrek za dokaz problemov kot je Bertrandov postulat, bi se potrebovala zelo ozka povezava s členi z napakami v izreku. Oziroma bi bilo treba vedeti dokaj točno kaj »približno« v praštevilskem izreku pomeni. Takšne ocene napak obstajajo, vendar jih je težko dokazati in tudi veljajo le za velike vrednosti n. Na drugi strani je moč Bertrandov postulat podati v lažji obliki in ga tudi lažje dokazati, ter točneje navesti kaj se dogaja pri majhnih n. Čebišov je Bertrandovo domnevo dokazal pred praštevilskim izrekom in zaradi tega je njegov izrek pomemben.
Podobna še nerešena Legendrova domneva pa se sprašuje, ali za vsak n > 1 vedno obstaja takšno praštevilo p, za katerega velja n2 < p < (n+1)2. Spet se po praštevilskem izreku pričakuje, da na tem intervalu ne bo le eno praštevilo, temveč jih bo več. Vendar v tem primeru ocene napak niso dovolj za dokaz obstoja enega praštevila na tem intervalu.